# Xã Onota, Michigan
Xã Onota (tiếng Anh: Onota Township) là một xã thuộc quận Alger, tiểu bang Michigan, Hoa Kỳ. Năm 2010, dân số của xã này là 352 người.